# Санта Фе (Тексас)
Санта Фе (енгл. Santa Fe), град је у америчкој савезној држави Тексас. По попису становништва из 2010. у њему је живело 12.222 становника.

## Демографија
Према попису становништва из 2010. у граду је живело 12.222 становника, што је 2.674 (28,0%) становника више него 2000. године.
| Група             | 2000.         | 2010.          |
| Белци             | 8.357 (87,5%) | 10.560 (86,4%) |
| Афроамериканци    | 24 (0,3%)     | 46 (0,4%)      |
| Азијати           | 22 (0,2%)     | 60 (0,5%)      |
| Хиспаноамериканци | 1.029 (10,8%) | 1.412 (11,6%)  |
| Укупно            | 9.548         | 12.222         |